# 新費多里夫卡 (扎波羅熱區)
48°1′35″N 35°42′23″E / 48.02639°N 35.70639°E
新費多里夫卡（烏克蘭語：Новофедорівка）是位於烏克蘭東南部的村莊，由扎波羅熱州扎波羅熱区的米哈伊洛-盧卡舍韋市鎮負責管轄。該村始建於1907年，面積1.15平方公里，2001年人口116，人口密度每平方公里101人。